# Ion Popescu-Gopo
Ion Popescu-Gopo (n. 1 mai 1923, București, România – d. 29 noiembrie 1989, București, România) a fost un artist plastic român, creatorul a nenumărate filme de desen animat în care personajul principal era „omulețul lui Gopo”, o creație proprie care l-a făcut celebru și i-a câștigat câteva premii naționale și internaționale, actor, editor de film, scenarist și regizor de film.
Gopo s-a impus, prin creațiile sale artistice, ca o mare personalitate a cinematografiei românești, câștigând, în 1957, premiul "Palme d'or" la Festivalul Internațional de Film de la Cannes, Franța, cu filmul de scurt metraj Scurtă istorie. A primit titlul de Artist Emerit (1957).
Pseudonimul său de Gopo provine de la numele de familie ale părinților săi, numele de fată al mamei sale, Gorenco, și numele tatălui, Popescu.

## Biografie
Ion Popescu-Gopo s-a născut la data de 1 mai 1923 în orașul București. Gopo a debutat în presă în anul 1939 publicând caricaturi, la fel ca și pionierii animației românești Aurel Petrescu și Marin Iorda. A studiat la Academia de Arte din București, pe care nu a absolvit-o. A urmat în schimb la Moscova un curs de animație pe care l-a absolvit.
În animație debutează  în anul 1949 alături de tatăl său și Matty Aslan cu scurt-metrajul de animație Punguța cu doi bani. Din anul 1950 începe să lucreze la Studioul cinematografic București, în cadrul secției de animație. Primele desene animate erau zoomorfe și constituiau fabule educative în spiritul epocii.
În anul 1951, Gopo produce un alt desen animat: Rățoiul neascultător. Urmează, în regia aceluiași, Albina și porumbelul, apoi: Doi iepurași (1952), Marinică (1953), O muscă cu bani (1954), Șurubul lui Marinică și Ariciul răutăcios (1955), Galateea (1957) etc.

## Omulețul lui Gopo
Fiind un spirit inovator și nonconformist, Gopo a încercat întotdeauna să depășească barierele tehnice și modelele, străduindu-se să fie un pionier în tot ce a întreprins. „Omulețul lui Gopo”, sau, mai simplu, „omulețul”, creația lui Ion Popescu-Gopo, este personajul nud și schițat din câteva linii, care interpretează însă atât de complet problemele lumii contemporane.
Mai târziu a mărturisit că nereușind să realizeze desene animate de perfecțiunea tehnică a filmelor americane de animație, Gopo a inițiat o revoltă anti-Disney:
„Când am văzut că nu pot să egalez perfecțiunea lui tehnică, am început să fac filme anti-Disney. Deci, frumusețe-nu, culoare-nu, gingășie-nu. Singurul domeniu în care puteam să-l atac era subiectul.”—Ion Popescu-Gopo
Primul său succes, Marele Premiu (Palme d'or) la Cannes (1957) cu Scurtă istorie, a fost și cel mai mare. Iată cum a apreciat la vremea respectivă Georges Sadoul inovația lui Gopo: 
„Filmul său acumulează în zece minute idei poetice, într-o povestire umoristică plină de ritm și imaginație. Este foarte important că filmul său nu datorează cu rigurozitate nimic nici lui Disney, nici lui Grimault, nici școlii cehoslovace, nici celei sovietice. Acest filmuleț a fost la Cannes o descoperire care trebuia semnalată prin strălucirea unui mare premiu.”—Georges Sadoul
Însuși Ion Popescu-Gopo declara, peste ani:
„Am făcut un omuleț cu mare economie de linii. Ochii lui sunt două puncte, nu și-i poate da peste cap și nici nu se uită galeș. Mi-am redus de bunăvoie posibilitățile. Gura lui este aproape imobilă. Nu am folosit nici expresia feței. Subiectul însă a căpătat forță.”—Ion Popescu-Gopo
Cu 7 arte (1958) Gopo a atins apogeul (obținând Marele Premiu pentru cel mai bun film de animație, la Festivalul de Film de la Tours), dar Ecce homo! (1977) a fost primit cu răceală, astfel încât artistul și-a abandonat pentru moment Omulețul.
El creează la mijlocul anilor '60 filmul-pilulă. Câteva exemple de parabole condensate care ilustrează genul sunt: Balanța, Ploaia, Ulciorul.
În anii 1980, Ion Popescu-Gopo experimentează noi tehnici de animație: mișcarea acelor de gămălie (Și totuși se mișcă, 1980), a firelor de tutun (Animagic film, 1981), animarea obiectelor, statuetelor, părului (Tu, 1983).

## Realizator de filme cu actori

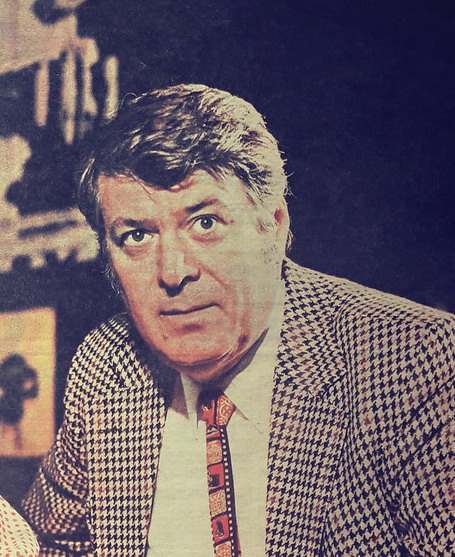
Ion Popescu Gopo în 1983

În paralel cu filmele sale de animație, Gopo abordează încă din anul 1956 și filmul cu actori în "Fetița mincinoasă". El a fost atât scenarist, cât și regizor, încercând paradoxal să realizeze filme, uneori cu mult deasupra mijloacelor tehnice și materiale.
„Când am început să lucrez cu actorii, mi-am descoperit parcă niște independențe în mișcare, m-am simțit ca un dinozaur cu membre lungi și neascultătoare", afirma el la începutul anilor '80.”—Ion Popescu-Gopo
Deși filmele sale cu actori nu au merite artistice deosebite, Gopo a încercat să ridice filmele la înălțimea imaginației sale. El și-a câștigat astfel incontestabile merite de pionierat, abordând cu curaj basmul, feeria, teme universale și science-fiction-ul, aceasta în condițiile unei dotări tehnice insuficiente. Cunoscând faptul că mijloacele tehnice avute la dispoziție sunt imperfecte, Gopo recurge la parodia SF, realizând filme cum ar fi: Pași spre lună (1964) sau Comedie fantastică (1975).
Basmele ecranizate de către Ion Popescu-Gopo nu sunt simple ecranizări fidele, ci sunt actualizate și interpretate. Spre exemplu, Maria Mirabela (1981) nu e o simplă lectură a basmului Fata moșului și fata babei, ci un musical; în Rămășagul (1985) își face apariția o zână care se deplasează pe bicicletă ș.a.m.d.
Pe lângă activitatea sa de scenarist și regizor, Gopo a și interpretat câteva roluri în filmele proprii: Faust XX, Galax, Rămășagul, O zi la București, dar și în filme ale altor regizori: O noapte de pomină (1939, r. Ion Șahighian) sau Dimitrie Cantemir (1973, r. Gheorghe Vitanidis), unde l-a interpretat pe țarul Petru cel Mare.
În paralel, ca o recunoaștere a valorii operei sale, Gopo a fost ales în funcții de conducere ale organizațiilor cineaștilor: vicepreședinte al Asociației Internaționale a Filmului de Animație, președinte al Asociației Cineaștilor din România (1969-1989), director al secției de film din cadrul Organizației Mondiale a Sănătății (OMS). Funcțiile sale din cadrul OMS și al UNESCO explică didacticismul unora din desenele sale animate, cum ar fi Alo, Hallo! (1962).
Deși realizările cinematografice ale sale, majoritatea irelevante estetic, provin dintr-un context istoric nefavorabil, Ion Popescu-Gopo este aproape întotdeauna unicul cineast român menționat în enciclopediile cinematografice. Marele cineast român a murit la data de 29 noiembrie 1989 în urma unui infarct, în timp ce își împingea mașina rămasă înzăpezită pe trotuar pentru a o aduce în curte.
Moartea sa a însemnat și sfârșitul animației românești clasice, studioul Animafilm (lipsit de sprijinul statului) ajungând aproape de faliment.

## Citate
„Diavolul binefăcător al acestui nobil univers delicat și tonic, intercalat în forfota timpului și a existenței agitate, se cheamă cu numele pământesc de GOPO, celebru și căutat împrejurul planetei. Filmele acestui român, cu nume derivat din Popescu, a ridicat Popeștii noștri, luați până mai deunăzi în răspăr, până la prestigiul mondial. America îi cere Buftei filmele lui, pe nevăzute.”—Tudor Arghezi

## Distincții
- titlul de Artist emerit al Republicii Populare Romîne (30 decembrie 1957) „cu prilejul împlinirii a 10 ani de la proclamarea Republicii Populare Romîne și pentru merite deosebite în activitatea cultural-artistică”[9]
- Ordinul Muncii clasa a III-a (12 august 1959) „pentru merite deosebite în opera de construire a socialismului”[10]
- Ordinul „Meritul Cultural” clasa I (21 august 1979) „pentru contribuția deosebită adusă la înfăptuirea politicii Partidului Comunist Român de făurire a societății socialiste multilateral dezvoltate în patria noastră, cu prilejul celei de-a 35-a aniversări a revoluției de eliberare socială și națională, antifascistă și antiimperialistă”[11]

## Filmografie

### Regizor
- 1951 Albina și porumbelul
- 1951 Rățoiul neascultător
- 1952 2 iepurași
- 1953 Marinică (film de desene animate)
- 1954 O muscă cu bani
- 1955 Ariciul răutăcios
- 1956 Șurubul lui Marinică (film de desene animate)
- 1956 Fetița mincinoasă
- 1957 Scurtă istorie
Animația a fost premiată la Cannes (prima de acest gen din România).
- 1957 Galateea
- 1958 7 arte
- 1959 O poveste obișnuită... o poveste ca în basme
- 1960 Homo sapiens
- 1962 S-a furat o bombă
- 1962 Alo, Hallo!
- 1964 Pași spre lună
- 1965 De-aș fi... Harap Alb
- 1966 Faust XX
- 1966 Pilula I
- 1967 Orașul meu
- 1967 Pământul oamenilor
- 1967 Pilule II
- 1968 De trei ori București (segmentul III)
- 1968 Sancta simplicitas
- 1969 Eu + Eu = Eu
- 1969 Sărutări
- 1972 Clepsidra
- 1974 Intermezzo pentru o dragoste eternă
- 1975 Unu, doi, trei...
- 1975 Comedie fantastică
- 1977 Povestea dragostei
- 1976 Study Opus 1 - Man
- 1977 Ecce Homo
- 1977 Infinit
- 1979 Trei mere
- 1980 Animagic film
- 1980 Energica
- 1980 Și totuși se mișcă aka E pur si muove
- 1981 Efectul unghiurilor
- 1981 Cadru cu cadru
- 1981 Maria Mirabela
- 1982 Quo vadis homo sapiens?
- 1983 Tu
- 1983 Umor sportiv
- 1983 Salva
- 1984 Galax
- 1985 Ucenicul vrăjitor
- 1985 Rămășagul
- 1986 Homo faber
- 1987 Amprenta
- 1987 Barca
- 1987 O zi la București
- 1989 Maria Mirabela în Tranzistoria

### Scenarist
- 1956 Șurubul lui Marinică
- 1962 S-a furat o bombă
- 1965 De-aș fi... Harap Alb
- 1966 Faust XX
- 1968 De trei ori București (segmentul III)
- 1975 Comedie fantastică
- 1977 Povestea dragostei
- 1981 Maria Mirabela
- 1984 Galax
- 1985 Rămășagul
- 1989 Maria Mirabela în Tranzistoria - împreună cu Valentin Ejov

### Actor
- 1939 O noapte de pomină
- 1966 Faust XX
- 1968 De trei ori București (segmentul III)
- 1975 Cantemir – Petru cel Mare
- 1975 Mușchetarul român – Petru cel Mare
- 1977 Povestea dragostei – străjer
- 1981 Maria Mirabela – Moș Timp
- 1984 Galax - tatăl Marianei
- 1987 O zi la București – scenaristul

## Premiile Gopo
Premiile Gopo, denumite în onoarea complexului creator cinematografic român, constituie o festivitate anuală de premiere a celor mai bune acte din cinematografia românească a ultimului an cronologic (de la 1 ianuarie la 31 decembrie). Prima ediție a avut loc la 26 martie 2007 la București. Cea de-a șaptea ediție a festivităților de decernare a premiilor Gopo s-a desfășurat la  Opera Națională din București pe data de 25 martie 2013, ca si a 8-a editie din data de 24 martie 2014. În 2015, gala premiilor Gopo s-a desfășurat la Teatrul Național București, in 30 martie.